# Улица Леси Украинки (Ялта)
Улица Леси Украинки — улица в историческом центре Ялты, петлеобразно проходит от улицы Войкова и выходит к ней же.

## История
Первоначальное название — Дарсановская, по названию местности «Бугор Дарсана», на которую вела
Современное название в честь украинской писательницы Леси Украинки (1871—1913).

## Достопримечательности

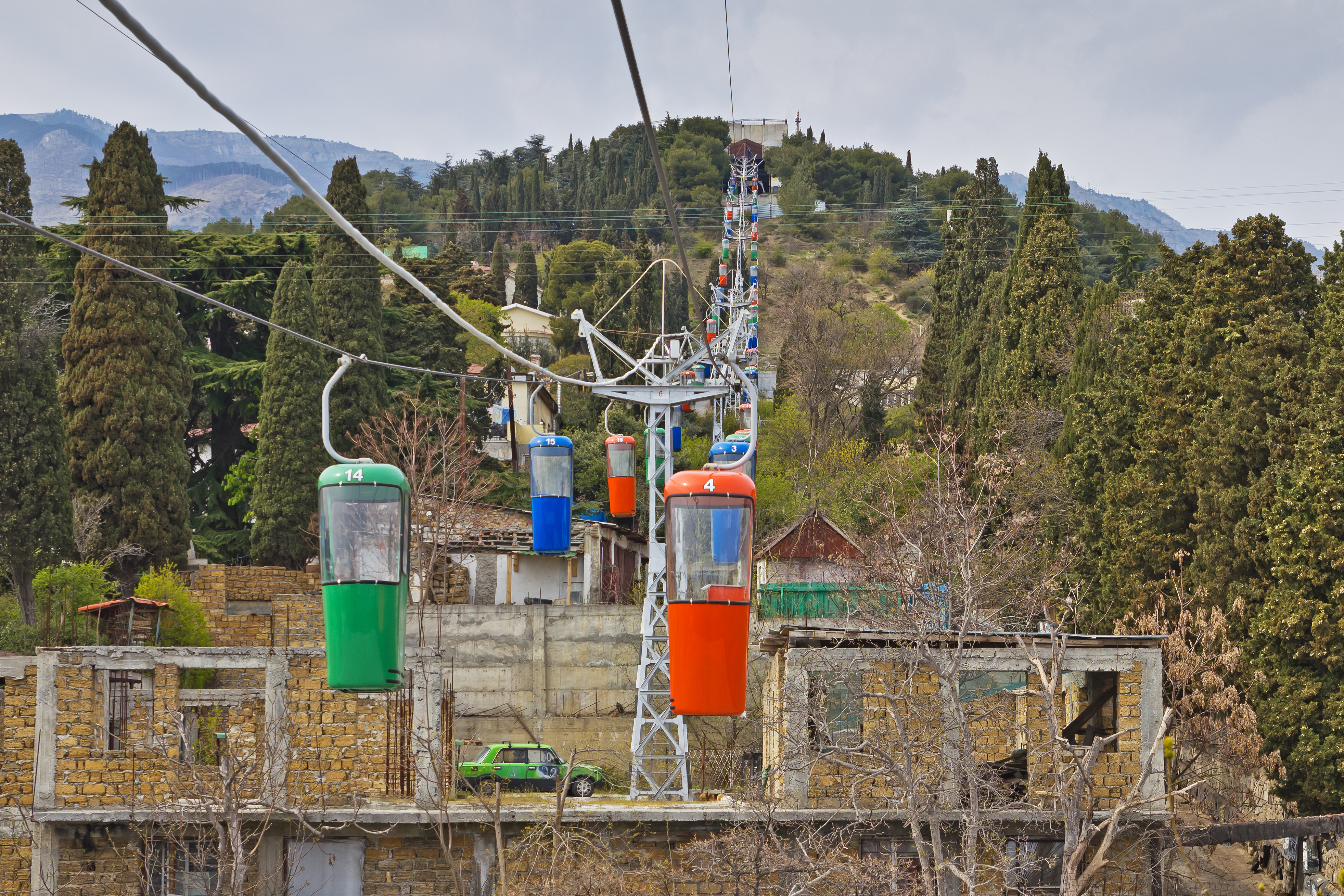
Канатная дорога

д. 5 — Дом-притча Александро-Невского Собора
д. 6 — Дом, в котором с ноября 1907 по май 1908 года жила Леся Украинка. 
В 1967 году над улицей прошла малая канатная дорога Ялты

## Известные жители

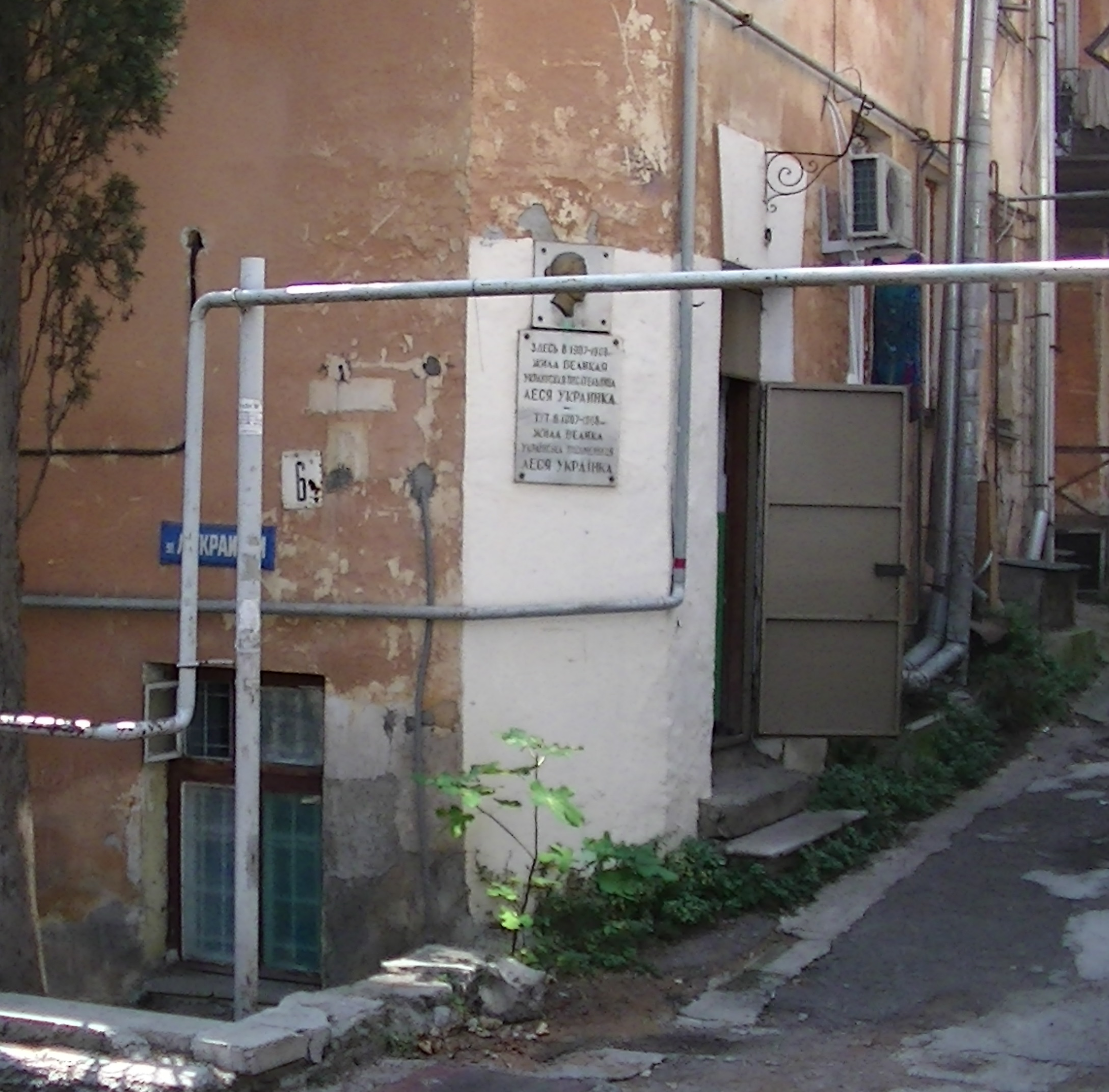
Дом, в котором жила поэтесса Леся Украинка

д. 6 — Леся Украинка (мемориальная доска)
д. 12 — С. Я. Елпатьевский, Е. П. Пешкова с детьми, Марина и Анастасия Цветаевы